# Radio Surobi
 (janvier 2019).
Radio Surobi est une radio communautaire créée en 2009 par le journaliste Raphaël Krafft en Afghanistan.
Cette radio a comme particularité d'avoir été créée dans un contexte militaire, Raphaël Krafft ayant pris le statut de capitaine de réserve au sein du 2e régiment étranger d'infanterie, régiment de la Légion Étrangère de l'armée française, pour mener à bien son projet.
La radio est implantée dans la vallée de Surobi, à une cinquantaine de kilomètres de Kaboul. Si elle émane de la volonté du colonel Durieux, chef du détachement de la Légion, elle n'est pour autant pas une radio de propagande de l'armée française, ou destinée à faire de la guerre psychologique. La radio est pensée et animée comme une radio communautaire, avec des appels d'auditeurs, des émissions en direct et en pachtoun, des reportages sur le terrain. La radio a également formé des journalistes afghans et est, pendant sa période d'activité, le seul média libre de la région.
Avec les départs successifs de Raphaël Krafft et de la Légion étrangère à l'été 2012, la radio est prise en charge par l'armée afghane qui s'en désintéresse. Elle n'émet plus que quelques heures par jour.